# 奥野宣之
奥野 宣之（おくの のぶゆき、1981年 - ）は、日本の著作家。
大阪府生まれ。同志社大学文学部社会学科でジャーナリズムを専攻。卒業後は、出版社や新聞社などの勤務を経て、フリーランスの文筆家になる。
読書や情報整理をテーマとすることが多い。2008年『情報は1冊のノートにまとめなさい』（ナナ・コーポレート・コミュニケーション）でデビュー。このシリーズの累計発行部数は50万部を超えている。
小学生のころから図書館通いを続けており、今でも週に3、4回は訪れ、資料を借りたり、閲覧室で執筆などをしている。「利用するだけでは図書館はわからない」と思い、2013年、桃山学院大学大学院で、社会人向けの司書講習を受講し、司書資格を獲得している。

## 著作
- 『情報は1冊のノートにまとめなさい 100円でつくる万能「情報整理ノート」』Nanaブックス、2008年
- 『読書は1冊のノートにまとめなさい 100円ノートで確実に頭に落とすインストール・リーディング』Nanaブックス、2008年
- 『だから新書をよみなさい』サンマーク出版、2009年
- 『情報は整理しないで捨てなさい』PHP研究所、2009年
- 『知的生産ワークアウト』ダイヤモンド社、2010年
- 『人生は１冊のノートにまとめなさい―体験を自分化する「100円ノート」ライフログ』ダイヤモンド社、2010年
- 『「処方せん」的読書術』角川oneテーマ21、2012年
- 『新書3冊でできる「自分の考え」のつくり方 』青春新書PLAY BOOKS、2012年
- 『学問のすすめ(いつか読んでみたかった日本の名著シリーズ1)』致知出版社、2012年
- 『読書は1冊のノートにまとめなさい[完全版]』ダイヤモンド社、2013年
- 『できる人はなぜ「情報」を捨てるのか』講談社+α文庫、2013年
- 『歩くのがもっと楽しくなる旅ノート・散歩ノートのつくりかた』ダイヤモンド社、2013年
- 『「読ませる」ための文章センスが身につく本』実業之日本社、2014年
- 『図書館超活用法　最高の「知的空間」で、本物の思考力を身につける』朝日新聞出版、2016年
- 『論語と算盤（上）(自己修養篇(いつか読んでみたかった日本の名著シリーズ13))』致知出版社、2016年
- 『論語と算盤(下) (人生活学篇(いつか読んでみたかった日本の名著シリーズ13))』致知出版社、2016年
- 『諭吉に訊け!  現代人のモヤモヤした悩みを晴らす『学問のすすめ』』2016年
- 『抄訳　渋沢栄一　『至誠と努力』』　実業之日本社、2021年